# 우울 성격장애
우울 성격장애(Depressive personality disorder) 또는 우울성 인격장애는 우울한 특징을 지닌 인격장애를 나타내는 정신과적 진단이다.
원래 미국 정신의학회의 DSM-II에 포함되어 있던 우울성 인격 장애는 DSM-III 및 DSM-III-R에서 삭제되었다. 우울성 인격 장애에 대한 최신 설명은 DSM-IV-TR의 부록 B에 설명되어 있다. DSM-5에서는 더 이상 인격 장애로 분류되지 않지만, 무증상 기타 특정 인격 장애 및 불특정 인격 장애의 진단은 우울 인격 장애와 동등한 성격 장애로 분류하는 데 사용될 수 있다. DSM-5에서는 주로 "인격 기능 장애"를 평가하는 "인격 장애에 대한 일반 기준"의 형태로 성격 장애에 대한 대안적인 접근 방식의 진단으로 복직을 위해 재검토되었다.
우울 성격 장애는 기분 저하와 같은 기분 장애와 일부 유사점을 공유하지만, 회피성 성격 장애를 비롯한 다른 성격 장애와도 많은 유사점을 공유한다. 일부 연구자들은 우울증 성격 장애가 다른 질환들과 충분히 구별되어 별도의 진단이 필요하다고 주장한다.